# Српска култура
Српска култура односи се на културу коју стварају и баштине Срби, народ који претежно живи у Србији и осталим државама Југоисточне Европе као и широм света.
На српску културу значајан утицај имали су Источноримско и Османско царство као и руски и германски културни утицаји. Одлика српске културе је широка територијална распрострањеност, што је доводило до додира и утицаја од и ка разним културама суседних народа, са изузетком Албанаца. Српска култура је имала утицај на остале земље Балкана, а у неким случајевима и на цео свет. Она се испољавала на бројним подручјима људске делатности, а укључује музику, књижевност, филм, фотографију, ликовну и примењену уметност, перформанс, као и дизајн и савремене медије.

## Историја
Источноримско царство је имало велики утицај на српску културу. Срби су у 7. веку формирали  независну државу. Православни мисионари су током 9. века извршили свој утицај на Себе, реформисано је  ћирилично писмо, са латиничним и католичким утицајима у јужним етничким крајевима. Млетачка република је у средњем веку утицала на поморске крајеве српске државе.
Српска православна црква је добила аутокефалност од Цариграда 1219. године. Папа је Стефана Првовенчаног признао за краља, чиме је започео значајни средњовековни период српске културе. Османско царство је 1459. године покорило Српску деспотовину, чиме је окончана културна и политичка ренесанса српске државе. Османлије су владале територијом и утицале на српску културу, посебно у јужним крајевима.
У међувремену, у северним крајевима, Хабзбуршка монархија се проширила на српску територију почев од краја 17. века, културолошки везујући овај део нације за средњу Европу, и Свето римско царство.

## Религија
Прелазак Јужних Словена из словенског паганства у хришћанство почео је почетком 7. столећа, много пре Великог раскола, расцепа између грчког православног истока и римокатоличког Запада. Срби су, у значајном броју христијанизовани за време владавине цара Ираклија (610–641). Највећи утицај су извршили православни мисионари Свети Ћирило и Методије 869. године за време Василија I, који их је послао након што је кнез Мутимир признао превласт Источноримског царства.
Након раскола, они који су живели под византијском сфером утицаја постали су православни; они који су живели под римском сфером утицаја постали су католици. За време владавине Стефана Немањића (1169–1196) српске кнежевине су уједињене у Краљевину Србију и подигнуте су многе цркве и манастири широм територија, укључујући и манастир Студеницу. Најмлађи син  великог жупана, Свети Сава (рођен као Растко) постао је 1219. први самостални српски архиепископ од Цариградске васељенске патријаршије.
Касније, окупацијом Османског царства, једна група Срба је прешла на ислам. Њихови савремени потомци сматрају се припадницима горанске и бошњачке етничке групе. Српска православна црква била је најзападнији бастион источног православног хришћанства у Европи.
Током Другог светског рата Србе, који су живели на широком простору, прогањали су разни народи и нацистичке организације. Хрвати католици унутар НДХ признавали су Србе само као „Хрвате источне грчке вере“. Они су били идеолошког става, да једну трећину Срба треба побити, трећину преобратити, а последњу трећину протерати. Ово гледиште довело је до смрти најмање 700.000 Срба, Јевреја и Рома,, верског преобраћења 250.000, као и масовног протеривања.
Према попису становништва Србије из 2011. године, 6.079.396 људи (84,6%) изјаснило се као православци, пет одсто римокатолици, три одсто муслимани и један одсто протестанти.

## Имена и презимена
Као и код већине западних култура, детету се даје име које углавном бирају родитељи.
Народна имена су углавном српског (словенског), хришћанског (библијског), грчког и латинског порекла. Неки примери су:
- Српска: Драгана, Душан, Милан, Милица, Милош, Немања, Урош, Вук
- Грчка: Александар, Анастасија, Анђела, Ђорђе, Јелена, Катарина, Никола, Стефан
- Библијска: Ана, Лазар, Лука, Јован или Иван, Марија, Марко, Матија, Михајло, Павле, Петар
- Латинска: Антоније, Роман, Срђан, Валентина

Већина српских презимена садржи наставак -ић. Суфикс -ић, са варијантама "-овић"/"-евић", изворно је словенски деминутив и његово значење је проширено на стварање патронимика. Тако презиме Петр(ов)ић означава "мали Петар", као и, на пример, "-сен"/"-син" у скандинавским и у мањој мери немачким и енглеским именима или уобичајени префикс Мац ("син" ) на шкотском и ирском, и О' (унук од) у ирским именима. Процењује се да се око две трећине свих српских презимена завршава на -ић, али да око 80% Срба носи презимена која се завршавају на ић. Други уобичајени суфикси презимена су -ов или -у којем је садржан словенски присвојни падежни наставак, тако да Николин син постаје Николин, Петров син Петров, а Јованов син Јованов . То су типичније за војвођанске Србе. Ова два суфикса се често комбинују. Најчешћа презимена су Марковић, Николић, Петровић, Јовановић.

## Кухиња
Већина људи у Србији има три оброка дневно, доручак, ручак и вечеру, при чему је ручак највећи и најважнији оброк. Међутим, традиционално се јео само ручак и вечера, а доручак је уведен у другој половини 19. века.
Традиционална српска кухиња је разноврсна и може се рећи да је мешавина европских, медитеранских и блискоисточних јела. Ћевапи који се састоје од јако зачињених мешаних пљескавица од млевеног меса на жару сматрају се националним јелом. Друга значајна јела су кољиво које се користи у верским обредима, српска салата, сарма (пуњени вински лист), пилав (пилав, блискоисточно јело слично ризоту), мусака и супа од пасуља ( пребранац ). Чесница је традиционална погача за Бадњи дан.
Велики број намирница које су лако доступне у западним супермаркетима, у Србији се често праве код куће. Ту спадају ракија (воћна ракија), слатко, џем, желе и кисела храна (посебно кисели купус, ајвар и кобасица). Иза ових избора хране могу бити економски или културни разлози. Припрема хране је снажан део српске породичне традиције.
Српски десерти су мешавина других балканских посластица и посластица пореклом из централне Србије. Међу посластицама које се обично служе су уштипци, тулумбе, крофне и палачинке. Слатко је традиционална српска посластица популарна широм Србије и може се наћи у већини српских ресторана на Балкану и у дијаспори.
Пиво се доста конзумира у Србији. Најпопуларнији брендови су Јелен и Лав Пиво. Распрострањена је и конзумација ракије. Најпопуларније су ракија од шљиве (шљивовица, симбол Шумадије) и лоза (јужна Србија). Ово је национално пиће Србије и уобичајено је у другим медитеранским земљама. Домаће вино је такође популарно. Много се конзумира и турска кафа (звана домаћа или српска кафа).

## Језик
Срби говоре српским језиком, који припада групи јужнословенских језика, посебно у југозападној словенској подгрупи заједно са другим српско-хрватским варијантама и словеначким. 
Српски језик има више дијалеката, стандардни језик је заснован на штокавском дијалекту.
Службени је језик у Србији, Босни и Херцеговини и Црној Гори. У Мађарској, Словачкој, Хрватској, Северној Македонији и Румунији, то је регионално признат мањински језик.
Постоје и историјске варијанте српског језика, односно старосрпски и славеносрпски, спој црквенословенског, руског и српског.
Српски је једини европски језик са активном диграфијом, користећи и ћирилично и латинично писмо. Српску ћирилицу је 1814. године осмислио Вук Караџић, који је створио писмо на фонемским принципима. Латиница која се користи за српски је верзија Људевита Гаја коју деле сви југозападни словенски језици.
Позајмљенице у српском језику су углавном из турског, немачког и италијанског; речи мађарског порекла присутне су углавном на северу а грчке речи су углавном везане за цркву.
Две српске речи које се користе у многим светским језицима су вампир и паприка. Шљивовица и ћевапчићи су српске речи које су се прошириле заједно са српском храном/пићем на коју се односе. Вампир је ушао у већину западноевропских језика кроз текстове на немачком почетком 18 века и од тада се проширио широм света.

## Књижевност
Већина средњовековне српске литературе била је о религиозним темама. Писана су разна јеванђеља, псалтири, месецослови, хагиографије, есеји и беседе оснивача Српске православне цркве. Крајем 12  века настала су два најзначајнија дела српске средњовековне књижевности — Мирослављево јеванђеље (заштићен од стране Унеско) и Вуканово јеванђеље, које комбинује руком писане библијске текстове са сликаним иницијалима и малим сликама. Српска епска поезија била је централни део средњовековне српске књижевности засноване на историјским догађајима као што је Косовска битка.
Значајни барокни аутори су Андрија Змајевић, Гаврил Стефановић Венцловић, Јован Рајић и Захарије Орфелин. Доситеј Обрадовић је најистакнутија књижевна личност доба просвећености, док је најистакнутији класицистички писац Јован Стерија Поповић, иако његова дела садрже и елементе романтизма.
Савремена српска књижевност почиње збиркама народних песама Вука Караџића у 19. века, и списи песника Његоша и Бранка Радичевића. Први истакнутији представник српске књижевности у 20. века је Јован Скерлић, он је помогао да се српски писци упознају са књижевним модернизмом и био је најистакнутији књижевни критичар свог периода.
У 20. веку српска књижевност цвета и јавља се безброј младих и талентованих писаца. Најпознатији аутори су Иво Андрић, Милош Црњански, Меша Селимовић, Борислав Пекић, Данило Киш, Милорад Павић, Давид Албахари, Миодраг Булатовић, Добрица Ћосић, Зоран Живковић између осталих. Јелена Димитријевић и Исидора Секулић су две почетком 20 века књижевнице; Светлана Велмар Јанковић је била најпознатија романописац средином 20. и почетком 21. века. Иво Андрић добио је Нобелову награду за књижевност 1961. године. Милорад Павић је један од најпризнатијих српских писаца, посебно по свом Хазарском речнику, који је преведен на 38 језика.

## Традиција и обичаји
Код Словена и православних хришћана само Срби имају обичај крсне славе. Свака породица има једног свеца заштитника кога поштују на свој празник. За разлику од већине обичаја који су заједнички за све, свака породица слави своју крсну славу која се сматра заштитником породице и молитељем пред Богом. Слава се преноси углавном, али не искључиво, са оца на сина. (Ако породица нема сина, а ћерка остане у родитељском дому, а муж усели, слави се њена слава, а не његова). Свако домаћинство слави само једног светитеља, па се ова прилика окупља и цела породица.
- Крсна слава, српски православни заштитник
- Кумство
- Побратимство, крвно братство
- Српске божићне традиције
  - Бадњак (српски), Божићна традиција
- Српска епска поезија, Епска поезија
- Чувари Христовог гроба је верско/културна пракса чувања представе Христовог гроба на Велики петак у Цркви Светог Николе од стране српских православних становника града Врлике.

Срби су веома породично оријентисано друштво, што јасно показује поглед на српски речник и богатство њихове терминологије везане за сродство.
Традиционална игра је коло, које је уобичајено код Срба, Црногораца и Македонаца. То је групни плес, у којем се група људи (обично неколико десетина, најмање троје) држе једни друге за руке или око струка плешући, формирајући круг (отуда и назив), полукруг или спиралу. У Црној Гори се зове Оро.
Српска православна црква користи традиционални јулијански календар, па Божић (децембар  25) пада на 7. јануар. Срби имају своје обичаје поводом Божића. Рано ујутру на Бадње вече, глава породице одлазио би у шуму да посече бадњак, млади храст, храст би потом уносио у цркву да га свештеник благослови. Потом би се скидало са грања и спајало са пшеницом и другим житарицама би се спаљивало у огњишту. Паљење бадњака је ритуал који датаира из паганског доба и сматра се жртвом Богу како би наредна година донела обиље хране, среће, љубави, среће и богатства. Данас, с обзиром да већина Срба живи у градовима, они иду на своју црквену службу да им дају комадић храста, пшенице и других грана везаних заједно да их однесу кући и запале. Под куће и црква прекривени су сеном, подсећајући вернике на шталу у Витлејему у којој је Исус Христ рођен.
Сам Бадњи дан се прославља гозбом, на којој се као главни оброк обавезно налази печено прасе. Најважнија божићна трпеза је чесница, посебан хлеб. Садржи новчић; за време ручка породица ломи хлеб и за онога ко нађе новчић каже се да ће бити посебно срећна година.
За разлику од обичаја на Западу, Божић се не везује за даривање поклона. Већина српских породица поклања поклоне на Нову годину. Срби славе и Стару (или српску) Нову годину.
На православни Ускрс Срби имају традицију украшавања јаја.
Друга сродна карактеристика, на коју се често жале сами Срби, је нејединство и неслога. Нејединство се често наводи као извор српских историјских трагедија, од Косовске битке 1389. до ратова за југословенско наслеђе 1990-их. Чак и савремени појам „две Србије“ — једне наводно либералне, проевропске, евроцентричне и прозападне — и друге конзервативне, националистичке, русофилске и евроскептичне делује као продужетак раздора. Народне пословице „два Србина, три политичке странке“ и „Боже сачувај нас Срба који се уједине!“, па чак и незванична српска крилатица Само слога Србина спасава илуструју националну фрустрацију немогућношћу да се ујединити око важних питања.
Српска народна ношња варира, највише због веома разнолике географије и климе територије коју насељавају Срби. Неки његови делови су, међутим, уобичајени:
- Традиционална обућа зове се опанак. Препознатљива је по карактеристичним врховима који се спирално вију уназад. Сваки регион Србије има различите врсте опанака.
- Традиционална капа се зове шајкача. Лако се препознаје по горњем делу који личи на слово В или као дно чамца (гледано одозго), по коме је и добио име. Широку популарност је стекао почетком 20 века као што је била капа српске војске у Првом светском рату. Неки сељани га и данас носе сваки дан, а била је уобичајена капа за главу официра Војске Републике Српске током рата у Босни и Херцеговини 1990-их. Међутим, шајкача је уобичајена углавном за српско становништво које живи у региону Централне Србије (Шумадија), док су Срби који живе у Војводини, Црној Гори, Босни и Херцеговини и Хрватској имали различите типове традиционалних капа, које нису сличне шајкачи. У источним и јужним деловима Централне Србије могли су се наћи и различити типови традиционалних шешира.

## Хумор
Српски има дугу традицију хумора и популарних шала. Најчешћи тип хумора је црни хумор, а српске шале често опонашају и други народи са Балкана, често са заокретом.
Као и код многих других народа, и на локалном нивоу постоје популарни стереотипи: у популарним шалама и причама, северни војвођански Срби (Лале) се доживљавају као флегмани и спори; Црногорци су лењи, Пироћани су шкрти, Босанци су сирови и приглупи, Шумадинци се често приказују као превртљиви и злонамерни итд.

## Уметност

### Ликовна уметност
Најбогатија ликовна уметност средњовековне Србије била је везана за фрескопис и иконопис. Најлепше фреске сачуване су у манастирима и црквама Србије, и одавно су на листи УНЕСКО-ве свјетске баштине. Најпознатија је „Бели анђео” фреска из цркве Вазнесења Христовог манастира Милешеве из 13. века. То је сегмент композиције „Мироноснице на Христовом гробу”.
Најзначајнија икона српског народа, је „Икона Богородице Тројеручице” која се чува у манастиру Хиландару, највећој српској светињи,  Предање каже да је њен аутор апостол Лука, који се сматра најстаријим хришћанским сликаром. Посебно је значајна чињеница да ју је у Србију донео Свети Сава.
До извесног оживљавања уметничких подухвата дошло је после обнове српске патријаршије 1557. године. Георгије Митрофановић је био водећи сликар раног 17. века својим радом на цркви у манастиру Морачи сматра се међу његовим најбољим.
Барокна црква „Госпа од Шкрпјела“ на острву у Боки Которској, у Црној Гори, једно је од најзначајнијих архитектонских дела из раног модерног периода; многи наочити примерци сребрног посуђа датирају из 17 века садржани су у његовим зидовима. Традиционална српска уметност почиње да показује барокне утицаје крајем 18. века како је приказано у делима Николе Нешковића, Теодора Крачуна и Јакова Орфелина.
У 19. дошло је до извесног препорода у српској уметности, како је Србија постепено враћала своју аутономију. Кнез Александар је 1848. године на Врачару наручио изградњу Споменика устаницима у Карађорђевом парку. Српско сликарство показало је утицај неокласицизма и романтизма током 19 века. Анастас Јовановић је био пионирски фотограф у Србији, фотографисао је многе водеће грађане.
Кирило Кутлик основао је прву уметничку школу у Србији 1895. године. Многи од његових ученика отишли су да студирају у Западној Европи, посебно у Француској и Немачкој, и вратили су авангардне стилове. Фовизам је утицао на Надежду Петровић, док је Сава Шумановић радио у кубизму.
После Другог светског рата, Београдска сликарска школа се развила у престоници са неким члановима као што је Милан Коњовић који су радили у фовистичком маниру, док су други као Марко Челебоновић радили у стилу званом Интимизам заснован на употреби боја.
Најпознатији српски сликари били су Паја Јовановић и Урош Предић. Они су стварали у реалистичком стилу. Њихове монументалне слике историјских догађаја инспирисале су генерације српских уметника.

### Музика
Српска музика датира из средњег века са снажном црквеном и народном традицијом. Црквена музика у тадашњој Србији заснивала се на осмогласнику, циклусу верских песама о васкрсењу, који је трајао осам недеља. За време династије Немањића и под другим владарима попут Стефана Душана, музичари су уживали краљевско покровитељство. Од тог времена у Србији је постојала јака народна традиција извођења и стварања музике.
За време османске владавине Србима је било забрањено да поседују имовину, да науче да читају и пишу, а забрањивано је коришћење музичких инструмената. Црквена музика се морала изводити насамо. Гусле, једножични инструмент, користили су српски сељаци у то време у настојању да пронађу рупу у строгим османским законима. Филип Вишњић је био посебно запажен гуслар. У 18 века оснивају се руска и грчка школа појања и Српска православна црква прихвата црквенословенски у своју литургију.
Народна музика је доживела препород током 19. века. Стеван Мокрањац, композитор и музиколог, сакупљао је народне песме као и извођење сопствених дела. Корнелије Станковић је написао прва дела на српском језику за хорове.
Традиционална српска народна музика и данас је популарна, посебно у руралним срединама. Западна рок и поп музика постају све популарније, углавном у градовима у којима рок извођачи као што су Рибља Чорба и Ђорђе Балашевић укључују политичке ставове своју музику. Турбо-фолк је настао осамдесетих и деведесетих. Српски емигранти су своју музичку традицију пренели у нације као што су САД и Канада.
Марија Шерифовић освојила је прво место на Песми Евровизије 2007. године, а Србија је била домаћин такмичења 2008. године.

### Позориште и филм
Србија има добро успостављену позоришну традицију са много позоришта. Српско народно позориште је основано 1861. године Друштво је почело са извођењем опере крајем 19 века, а стална опера основана је 1947. године. Основала је балетску дружину.
Битеф, Београдски међународни позоришни фестивал, један је од најстаријих позоришних фестивала на свету. Нове позоришне тенденције је стални поднаслов Фестивала. Основан 1967. године, Битеф континуирано прати и подржава најновије позоришне трендове. Постао је један од пет најзначајнијих и највећих европских фестивала и једна од најзначајнијих институција културе Србије.
У Србији су биоскопи основани релативно рано, са 12 дугометражних филмова који су снимљени пре почетка Другог светског рата. Најзначајнији од предратних филмова је Косовски бој из 1939. године, редитеља Михаила Поповића.
Кинематографија је напредовала после Другог светског рата . Најзначајнији послератни редитељ је Душан Макавејев, који је међународно признат за филм Љубавни случај или трагедија службенице ПТТ из 1969. године. Зоран Радмиловић, Павле Вуисић, Данило Стојковић били су међу најзапаженијим глумцима послератног периода.
Српска кинематографија наставила је да напредује током 1990-их и данас, упркос превирањима из 1990-их. Емир Кустурица је освојио две Златне палме за најбољи играни филм на Канском фестивалу, прву за филм Отац на службеном путу из 1985. године, а затим поново за Подземље 1995. године. Године 1998. Кустурица је добио Сребрног лава за режију филма Црна мачка, Бели мачор.

### Рукотворине
Србија има дугу традицију прављења рукотворина. Ђаковица на Косову била је позната по црној грнчарији. Пирот у јужној Србији постао је познат по керамици под Османлијама, а грнчари по узору на византијске узоре. Такође је постао центар за производњу ћилима или ћилима.
Словени су у Србију правили накит од 6. века нове ере. Обрада метала је почела да се развија у значајном обиму након развоја српске државе. По варошима, великим поседима и манастирима осниване су радионице. Манастир Студеница је био познат по квалитету златарства. Новчиће су ковали не само краљеви, већ и неко од богатијег племства. Племство је било под утицајем богатства византијског двора. Обрада метала, као и многе друге уметности и занати, опала је након османске окупације. Међутим, у каснијим вековима дошло је до делимичног оживљавања са снажним барокним утицајем, нарочито у 17. века сребрно посуђе код Госпе од Шкрпјела у Боки Которској.

## Медији
Политика, основана 1904. године, најстарији је дневни лист на Балкану. У Србији је излазио и 491 периодични часопис међу којима су Недељне информативне новине (НИН) и Време. Држава врши утицај на нека дневна издања као што су Вечерње новости и Политика.
Телевизијско емитовање почело је 1958. године, тако да је свака држава бивше Југославије имала своју станицу. У Србији је државна телевизија била позната као РТБ, а након распада Југославије постала је позната као РТС (Радио телевизија Србије). Од времена Југославије до Булдожер револуције 2000. године, владајућа партија је контролисала државно емитовање. НАТО је бомбардовао седиште РТС станице током ваздушних напада на Југославију 1999. године, тврдећи да се користи у пропагандне сврхе.

## Спорт
Србија и Срби су веома успешни у многим спортовима. Међу најпопуларнијим спортовима су фудбал, кошарка, ватерполо, спортско стрељаштво, рукомет, одбојка и тенис.
Два најпопуларнија фудбалска клуба у Србији су Црвена звезда Београд и ФК Партизан. Њихове присталице су Делије, односно Гробари.
Српски клубови су у кошарци успешни и редовно учествују у европским такмичењима, где често наступају у четвртфиналу и полуфиналу. Кошаркашка репрезентација Србије успешна је у међународним такмичењима, освојивши неколико златних медаља на ФИБА светским првенствима, Евробаскету и Олимпијским играма.
Мушка и женска репрезентација Србије су и светски прваци у спортовима, као што су ватерполо и одбојка.
Српски тенисери су били успешни. Новак Ђоковић је актуелни светски бр. 1, и до сада је освојио рекордних двадесет и три гренд слем титула у појединачној конкуренцији. Успешни су и Јанко Типсаревић, Виктор Троицки, Јелена Јанковић и Ана Ивановић. Дејвис куп репрезентација Србије победила је у финалу Дејвис купа 2010. одржаном у Београдској арени.

## Институције културе
Почетком 21. века у Србији су постојале 32 уметничке галерије и 142 музеја. Београд има многе од најзначајнијих са Народни музеј Србије у Београду, Галерију фресака, Етнографски музеј и Конак кнегиње Љубице. У Новом Саду се налазе Музеј Војводине, Галерија Матице српске као и Петроварадинска тврђава.
Матица српска је најстарија и најзапаженија културна и научна организација у данашњој Србији. Основана је 1826. године у Будимпешти, а 1864. пресељен у Нови Сад. Између осталих остварења, саставио је шестотомну студију о српском језику између 1967. и 1976. године. Његов часопис Летопис Матице Српске један је од најстаријих часописа који истражују научна и културна питања било гдје у свијету. Војвођанска покрајина Аустро-Угарска постала је привлачна за Србе још од пада Србије у 15. века и био је место великих српских сеоба, када су Срби колонизовали ово подручје бежећи од турске освете. Сремски Карловци су постали духовни, политички и културни центар Срба у Хабзбуршком царству, са митрополитом Српске православне цркве у граду. Патријарх српски је до данас задржао титулу митрополита (сремског) карловачког . У граду се налазила најранија српска и словенска гимназија (српски: гимназија, француски: Лицеј) основана августа. 3, 1791. године. Године 1794. у граду је основана и православна богословија, која је била друга најстарија у свету (после академије у Кијеву). У Новом Саду се налази најстарије професионално позориште у Србији, основано 1861. као Српско народно позориште, а затим Београд 1868. године; међутим, још два града имају ову титулу: Град Крагујевац Књажевско-српски театар од 1835. и Суботица од 1851. године (*постојала су позоришта широм Србије много пре тог времена, али се не могу сврстати у категорију „професионалних“).
Постоји мрежа библиотека са три националне библиотеке, 689 јавних библиотека, 143 високошколске библиотеке и 11 неспецијализованих библиотека од 1998. године. Народна библиотека Србије је најзначајнија од њих. Пројекат Растко, основан 1997. године, је Интернет библиотека српске културе.
Корени образовног система у Србији датирају из 11. и 12. године века када су основане прве католичке школе у Војводини (Тител, Бач). Средњовековно српско школство, међутим, углавном се одвијало у српским православним манастирима (Унеско штити Сопоћане, Студеницу, Пећку патријаршију) почевши од успона Рашке у 12. века, када су Срби у великој већини прихватили источно православље, а не раније широко присутни римокатолицизам. Прве високошколске установе европског типа, међутим, основане су у католичкој Војводини, Висока учитељска школа у Суботици 1689. године, иако је неколико објеката функционисало и раније (нпр. Језуитска школа у Београду, од 1609). Након краткотрајне српске независности између 1804. и 1813. године, Београд је званично постао образовни центар земље (без Војводине). Универзитет у Београду је највећа и најпрестижнија високошколска установа у Србији, основана као Београдска виша школа 1808. године Гимназија Јован Јовановић Змај основана је 1810. године и у њој су студирали многи значајне личности за српску културу.
У оквиру Владе Србије, Министарство културе Републике Србије је надлежно за управљање споменицима културе.

## Национални симболи
- Српска застава је црвено-плаво-бела хоризонтална тробојка.
- Српски орао, бели двоглави орао, који представља двојну власт и суверенитет (монарха и цркве), био је грб династије Немањића и више српских држава, попут Краљевине Србије и Краљевине Црне Горе.
- Српски крст је заснован на старијем византијском крсту.

Орао и крст, осим што су основа за различите српске грбове кроз историју, представљају основу за симболе разних српских организација, политичких партија, институција и компанија.

## У популарној култури
Фреска Бели Анђео била је део првог јавног емитованог преноса преко Телстар сателита, 23. јула 1962. године.
Неколико светски значајних композитора користило је мотиве српске народне музике и компоновало дела инспирисано српском историјом или културом, као на пример: Јоханес Брамс, Франц Лист, Артур Рубинтштајн, Антоњин Дворжак, Петар Чајковски, Николај Римски-Корсаков, Франц Шуберт, Ханс Хубер и други.
У италијанском стрипу Дампир се појављује неколико српских ликова и постоје епизоде смјештене у доба рата у Босни и Херцеговини.
Главни лик видео игре GTA IV био је Нико Белић, пореклом Србин из Босне.
Срби или ликови српског порекла су приказани у низу филмских и телевизијских остварења, у различитим контекстима.